# Rhinogobius leavelli
Rhinogobius leavelli är en fiskart som först beskrevs av Herre, 1935.  Rhinogobius leavelli ingår i släktet Rhinogobius och familjen smörbultsfiskar. IUCN kategoriserar arten globalt som livskraftig. Inga underarter finns listade i Catalogue of Life.